# ليونارد لونغ
ليونارد لونغ (بالإنجليزية: Leonard Long)‏ هو رسام أسترالي، ولد في 25 أبريل 1911 في Summer Hill, New South Wales ‏ في أستراليا، وتوفي في 3 نوفمبر 2013 في ملبورن في أستراليا.